# 大島幹雄
大島幹雄（おおしま みきお、1953年8月20日 - ）は、日本のノンフィクション作家。サーカス学会会長、石巻学プロジェクト代表、石巻若宮丸漂流民の会事務局長。

## 来歴
宮城県石巻市出身。早稲田大学文学部露文科卒業。アフタークラウディカンパニー(ACC)勤務。世界からサーカスや道化師を呼んで、日本でプロデュースしていた。
2018年アフタークラウディカンパニーを退職。2019年6月にサーカス学会を立ち上げ、会長に就任。
東日本大震災後生まれ故郷である石巻で、さまざまな復興活動に従事、2015年石巻学プロジェクトを結成、代表となる。同年石巻地区の歴史・文化の発掘、さらには石巻地区の過去・現在・未来を繋ぐための地域誌『石巻学』を創刊、現在まで8号を刊行している。
2001年から2023年まで早稲田大学非常勤講師。

## 著書
- 『サーカスと革命 道化師ラザレンコの生涯』平凡社 20世紀メモリアル 1990
  - 増補版『サーカスと革命——道化師ラザレンコの生涯』水声社、2013
- 『海を渡ったサーカス芸人 コスモポリタン沢田豊の生涯』平凡社 1993
- 『魯西亜から来た日本人 漂流民善六物語』廣済堂出版 1996
- 『シベリア漂流 玉井喜作の生涯』新潮社 1998
- 『虚業成れり 「呼び屋」神彰の生涯』岩波書店 2004
- 『ボリショイサーカス』東洋書店 ユーラシア・ブックレット 2006
- 『満洲浪漫―長谷川濬が見た夢』藤原書店 2012
- 『サーカスは私の＜大学＞だった』こぶし書房、2013
- 『明治のサーカス芸人はなぜロシアに消えたのか』祥伝社、2013、新潮文庫 2015
- 『“サーカス学”誕生―曲芸・クラウン・動物芸の文化誌』せりか書房、2015
- 『語り継ぐ横浜海軍航空隊』有隣新書・有隣堂、2018
- 『日本の道化師 ピエロとクラウンの文化史』平凡社新書、2021

### 翻訳
- レザーノフ『日本滞在日記 1804-1805』岩波文庫 2000

## 参考
- http://bookweb.kinokuniya.co.jp/htm/4894348713.html